# Třída Durand de la Penne
Třída Durand de la Penne je třída raketových torpédoborců stavěných pro Italské námořnictvo loděnicí Fincantieri. Jedná se o zvětšenou verzi torpédoborců třídy Audace, s novým pohonem koncepce CODOG a modernější elektronikou. Celkem byly postaveny dvě jednotky této třídy. V aktivní službě je již jen jeden.

## Stavba
Oba torpédoborce této třídy postavila loděnice Fincantieri v Riva Trigoso u Janova.
Jednotky třídy Durand de la Penne:
| Jméno                           | Zahájení stavby    | Spuštěna na vodu | Vstup do služby | Status                 |
| ------------------------------- | ------------------ | ---------------- | --------------- | ---------------------- |
| Luigi Durand de la Penne (D560) | 20. ledna 1988     | 20. října 1989   | 18. března 1993 | vyřazena 1. října 2024 |
| Francesco Mimbelli (D561)       | 15. listopadu 1989 | 13. dubna 1991   | 18. října 1993  | aktivní                |

## Konstrukce

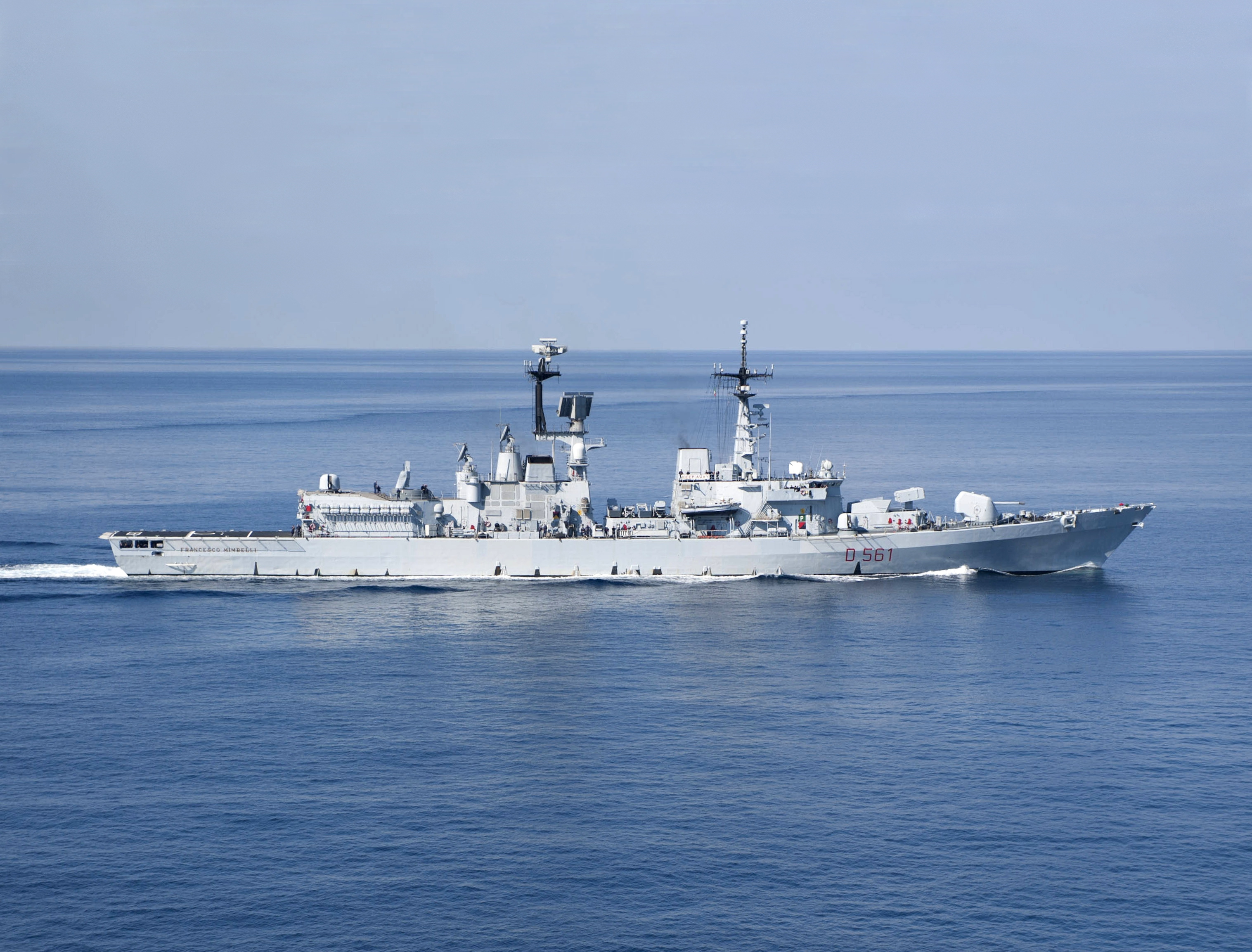
Francesco Mimbelli (D561)

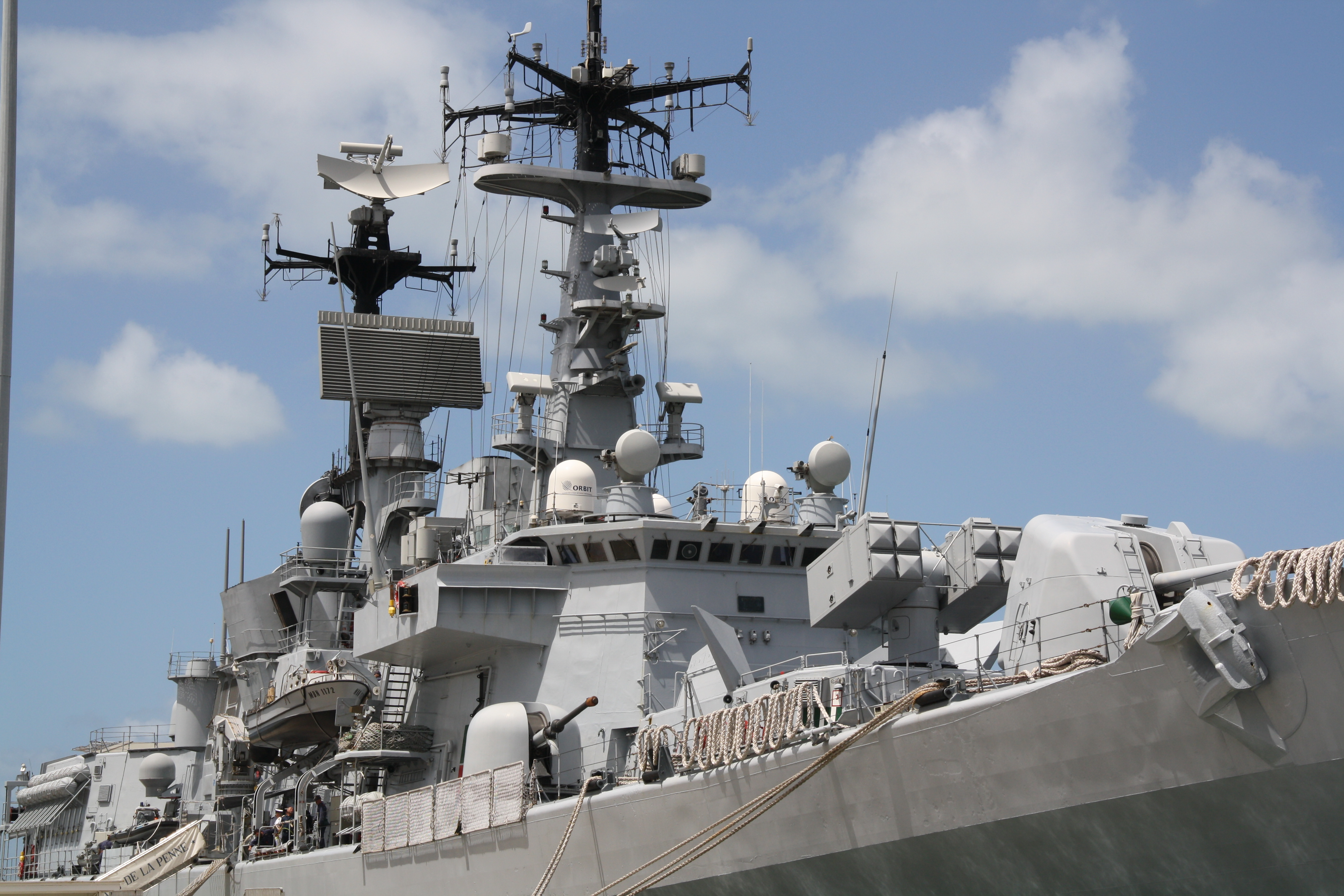
Detailní pohled na Luigi Durand de la Penne (D560). Na snímku je patrný příďový 127mm kanón a jeden ze 76,2mm kanónů stojící za ním. Výše jsou umístěny protiletadlové řízené střely Aspide.

Na přídi stojí dělová věž s jedním 127mm/54 kanónem Otobreda. Ten doplňují tři 76mm kanóny OTO Melara Super Rapid v jednohlavňových věžích, z nichž dvě jsou umístěny po stranách nástavby a jedna na střeše hangáru. Před hangárem je přitom též jednoduché odpalovací zařízení Mk 13 pro protiletadlové řízené střely Standard SM-2MR s dosahem 70 km. Ve středu lodi jsou umístěny dva raketomety pro osm protilodních střel Otomat Mk 2 s dosahem 140 km. Blízkou obranu zajišťuje osminásobné vypouštěcí zařízení Albatross protiletadlových střel Selenia Aspide. Ty mají dosah 15 km. Dále jsou neseny dva trojhlavňové 324mm protiponorkové torpédomety EuroTorp. Plánována je rovněž instalace raketového protiponorkového systému MILAS. Na palubě je přistávací plošina a hangár umožňující operace dvou vrtulníků, obvykle typu AB-212, Sikorsky SH-3 Sea King či AgustaWestland AW101. Trupový sonar a vlečný sonar s měnitelnou hloubkou ponoru jsou oba typu Raytheon DE 1167.
Pohonný systém je typu CODOG. Lodě mají dvě plynové turbíny General Electric LM2500 a dva diesely GMT BL230-20DVM. Lodní šrouby jsou rovněž dva. Při použití turbín dosahují rychlosti až 31,5 uzlu. Dosah je 7 000 námořních mil při ekonomické rychlosti 18 uzlů.